# Барашковый лопатоног
Барашковый лопатоног (лат. Scaphiopus couchii) — вид бесхвостых земноводных (Anura). Видовое название дано в честь американского зоолога Дариуса Кауча (1822—1897).
Общая длина достигает 7—9 см. Глаза с вертикальным зрачком. Слуховой мембраны не видно. На задних лапах есть ороговевшие выросты — «лопаты», которыми быстро роет землю, зарываясь в мягкий грунт за несколько секунд.
Основной цвет окраски серый или песчаный с оттенками от зелёного до жёлтого, с более тёмными зелёными или жёлтыми пятнами.
Любит засушливые и пустынные места. Значительное время проводит в норах (своеобразных берлогах) глубиной до 2—4 м, чтобы избежать перегрева и высыхания. Иногда сидит там по 11 месяцев в году. Активен ночью. Питается беспозвоночными.
Размножается в период дождей во временных водоёмах, которые появляются после дождя. Если дождей мало, то может пропустить сезон-другой. В засушливый год размножается только одну ночь. Голоса у самцов исключительно громкие, их можно услышать за несколько километров. Головастики появляются из икры через 24 часа и через 6—9 дней превращаются в маленьких лягушат.
Вид распространён в США (юго-восточная Калифорния, Аризона, Нью-Мексико, юго-восточный Колорадо, Оклахома, Техас) и Мексике (Наярит, Сакатекас, Сан-Луис-Потоси и северный Веракрус).